# چپمن (دهانه)
چپمن یک دهانه برخوردی در ماه‌ است.

## دهانه‌های اقماری
این دهانه ۳ دهانه اقماری دارد.
| Chapman | عرض جغرافیایی | طول جغرافیایی | قطر          |
| ------- | ------------- | ------------- | ------------ |
| M       | ۴۹.۰° N       | ۱۰۰.۷° W      | ۳۸.۰ کیلومتر |
| D       | ۵۱.۴° N       | ۹۶.۸° W       | ۳۹.۰ کیلومتر |
| V       | ۵۱.۰° N       | ۱۰۳.۸° W      | ۲۱.۰ کیلومتر |